# Naftikós Ómilos Vouliagménis
El Naftikós Ómilos Vouliagménis, (en grec: Ναυτικός Όμιλος Βουλιαγμένης, en català: Club nàutic Vouliagmeni), és un club grec d'esports aquàtics amb seu a Vouliagmeni, al sud de la ciutat d'Atenes.
Fundat el 1937, entre les seves seccions destaca la de waterpolo. Tant l'equip masculí com el femení han aconseguit un gran nombre de campionats nacionals i europeus.

## Palmarès

### Masculí
- 1 Recopa d'Europa de waterpolo masculina
  - 1997
- 4 Lligues gregues de waterpolo masculina
  - 1991, 1997, 1998, 2012
- 4 Copes gregues de waterpolo masculina
  - 1996, 1999, 2012, 2017

### Femení
- 2 Eurolligues femenines de la LEN
  - 2009, 2010
- 1 Copa LEN de waterpolo femenina
  - 2003
- 2 Supercopes d'Europa de waterpolo femenina
  - 2010, 2011

- 11 Lligues gregues de waterpolo femenina
  - 1991, 1993, 1994, 1997, 2003, 2005, 2006, 2007, 2010, 2012
- 1 Copa grega de waterpolo femenina
  - 2019